# Thorictus grandicollis
Thorictus grandicollis là một loài bọ cánh cứng trong họ Dermestidae. Loài này được Germar miêu tả khoa học năm 1842.